# Евстахиит
Евстахиит, тубоотит, сальпингоотит (тубоотит от лат. tuba — труба) — воспаление слизистой оболочки слуховой (евстахиевой) трубы и барабанной полости.
Развивается вследствие перехода воспалительного процесса из полости носа или носоглотки на слизистую оболочку слуховой трубы при остром и хроническом рините, синусите, ангине, фарингите.

## Симптомы

### В общем случае
Больной может жаловаться на:
- ощущение заложенности и шум (треск) в ухе;
- нарушения слуха;
- аутофония (усиление восприятия собственного голоса);
- ощущение переливания жидкости в ухе;
- частые острые гнойные средние отиты.

Наблюдаются втяжение барабанной перепонки, укорочение или полное исчезновение светового рефлекса, выпячивание наружу короткого отростка молоточка. Подвижность барабанной перепонки ограничена. С восстановлением функции слуховой трубы явления острого тубоотита постепенно исчезают.

### Хронический тубоотит
При длительном нарушении функции слуховой трубы острый процесс переходит в хронический. Хронический тубоотит характеризуется:
- атрофическими и склеротическими изменениями барабанной перепонки и слизистой оболочки барабанной полости;
- стенозированием слуховой трубы.

Барабанная перепонка становится неравномерно мутной, на ней определяются отдельные петрификаты. Тугоухость принимает стойкий характер.

## Диагностика
В случае тубоотита для анамнеза характерно присутствие одного или нескольких из нижеперечисленных пунктов (причины возникновения тубоотита):
- ОРВИ, корь, скарлатина, коклюш, дифтерия;
- воспаление верхних дыхательных путей (ринит, ринофарингит);
- неправильное отсмаркивание (сразу обеих половин носа);
- аденоиды (у детей);
- искривление носовой перегородки;
- полипы.

Диагноз устанавливают на основании анамнеза, клинической картины, результатов отоскопии, отоэндоскопии, аудиометрии, а также данных исследования функции слуховой трубы. С этой целью создают повышенное давление воздуха в области глоточного отверстия слуховой трубы и контролируют его прохождение в барабанную полость. Давление может повышать сам больной, делая частые глотательные движения или резкий выдох через нос при прижатых крыльях носа к носовой перегородке (опыт Вальсальвы). Возможно искусственное повышение давления при продувании уха баллоном Политцера. Также, врачи должны выявить, к какому типу относится тубоотит, инфекционному или аллергенному. Для этого берут мазки из носа, и через две недели врач выявляет причину недуга. Стоит отметить, что аллергенный тубоотит вылечивается дольше, чем инфекционный.

## Лечение
Хороший эффект дает введение лекарств в ухо через слуховую трубу. Эту процедуру осуществляет ЛОР-врач.
Для уменьшения набухания слизистой оболочки устья слуховой трубы применяют сосудосуживающие (в виде капель в нос) и антигистаминные препараты. Показаны физиотерапевтические процедуры (УВЧ-терапия и микроволновая терапия). После исчезновения острых явлений в носу и носоглотке проводят продувание уха, а также пневмомассаж, способствующий удалению транссудата из барабанной полости. Целесообразно введение через катетер в слуховую трубу и барабанную полость протеолитических ферментов и глюкокортикоидных гормонов, способствующих разжижению транссудата. Для улучшения функции мышц, регулирующих просвет слуховой трубы, применяют электростимуляцию.